# محمدآباد (خدابنده)
محمدآباد (خدابنده)، روستایی از توابع بخش سجاس‌رود شهرستان خدابنده در استان زنجان ایران است.

## جمعیت
این روستا در دهستان سجاس‌رود قرار دارد و براساس سرشماری مرکز آمار ایران در سال 1403، جمعیت آن 700 نفر (150خانوار) بوده‌است.